# Khara-Mourin
Le Khara-Mourin (en russe : Хара-Мурин) est une rivière de Russie qui coule en république autonome de Bouriatie. C'est un affluent du lac Baïkal, donc un sous-affluent de l'Ienisseï par l'Angara.

## Géographie
La rivière naît en tant qu'émissaire du lac Patovoïe (Патовое озеро), sur le versant nord des monts Khamar-Daban (Хамар-Дабан) qui bordent au sud le lac Baïkal. Torrent de montagne, elle coule globalement en direction du nord-est, parallèlement et à l'ouest du cours de la Snejnaïa. Après un parcours de 105 kilomètres, elle se jette dans le lac Baïkal au niveau de la ville de Mourino (rive sud). 
Dans son parcours, le Khara-Mourin ne traverse pas de centres urbains importants. Seule la petite ville de Mourino mérite d'être mentionnée. 

En règle générale, la rivière est prise par les glaces depuis le mois de novembre jusqu'au début du mois de mai.

## Hydrométrie - Les débits à Mourino
Le Khara-Mourin est une rivière de montagne torrentueuse et abondante.
Son débit a été observé durant une période de 58 ans (années 1940-1997), à Mourino petite ville sise en bordure du lac Baïkal, et dont la station hydrométrique se trouve à 4 kilomètres en amont de l'embouchure de la rivière dans le lac. 
Le module de la rivière à Mourino est de 24,5 m3/s pour une surface prise en compte de 1 130 km2, soit la quasi-totalité du bassin versant de la rivière. La lame d'eau écoulée dans ce bassin se monte ainsi à 685 millimètres annuellement, ce qui doit être considéré comme très élevé, cerainement dans le bassin de l'Angara. 
Rivière alimentée essentiellement par les pluies d'été-automne, le Khara-Mourin est un cours d'eau de régime pluvial. 
Le Khara-Mourin présente les fluctuations saisonnières classiques des cours d'eau du sud du bassin du lac Baikal, issus du versant nord des montagnes qui bordent le lac. Les crues se déroulent en été, de mai à août inclus, et résultent des précipitations de la saison. À partir du mois de septembre, le débit diminue rapidement jusqu'à la fin de l'automne. En novembre, survient l'hiver sibérien, ses neiges et ses gelées ; la rivière présente alors son étiage d'hiver, période allant de novembre à début avril. 
Le débit moyen mensuel observé en mars (minimum annuel d'étiage) atteint 2,97 m3/s, soit plus ou moins 5 % du débit moyen du mois de juillet (59,8 m3/s). L'amplitude des variations saisonnières peut être qualifiée de relativement modérée, du moins dans le contexte des cours d'eau sibériens. Sur la période d'observation de 58 ans, le débit mensuel minimal a été de 0,60 m3/s en mars 1953, tandis que le débit mensuel maximal s'est élevé à 178 m3/s en juillet 1942. Quant à la période libre de glaces (de mai à septembre), le débit mensuel minimal observé se montait à 17,2 m3/s en septembre 1953, ce qui restait très appréciable.